# Pietro Forquet
Pietro Forquet (ur. 2 lipca 1925 w Neapolu, zm. 27 stycznia 2023 tamże) – włoski brydżysta z tytułem World Grand Master, bankier. 
W latach 1956–1974 grał w słynnym Blue Teamie. Dwanaście razy zdobył tytuł mistrza świata (na Bermuda Bowl) i trzy razy tytuł mistrza olimpijskiego (na olimpiadach brydżowych). 
Uważany za jednego z najlepszych i najspokojnieszych graczy świata.
W brydża zaczął grać w 1937 roku. W 1951 zdobył pierwsze tytuły mistrza Włoch, mistrza Europy i Wicemistrza świata. 
W Blue Teamie grał od początku powstania drużyny w 1956 roku. W parze z Guglielmo Siniscalco lub z Eugenio Chiaradia grał stosując system licytacyjny Neapolitański Trefl. 
Od roku 1961 zaczął grać z Benito Garozzo najpierw używając Neapolitańskiego Trefla, a później jego zmodernizowaną wersję system Blue Team Club. 
W 1971 zaczęli stosować system Precision Club. 
Poza brydżem interesował się szachami, bilardem, motoryzacją i grał w tenisa. 
Napisał książkę opisującą najlepsze zagrania graczy Blue Teamu oraz, razem z Benito Garozzo, książkę opisującą ich system licytacyjny Blue Team Club.

## Dokonania brydżowe
Pietro Forqet grając w drużynie Blue Team zdobył:
- 3 tytuły mistrza olimpijskiego na olimpiadach brydżowych w latach: 1964, 1968, 1972.
- 12 tytułów mistrza świata na Bermuda Bowl w latach: 1957, 1958, 1959, 1961, 1962, 1963, 1965, 1966, 1967, 1969, 1973, 1974.
- 4 tytuły mistrza Europy w latach: 1956, 1957, 1958, 1959[2].

Ponadto zdobył tytuły:
- wicemistrza olimpijskiego w 1976 roku
- wicemistrza świata w 1951 roku
- mistrza Europy w 1951 roku

oraz wielokrotnie tytuł mistrza Włoch.

## Publikacje
- Il Fiori Blue Team, Pietro Forquet i Benito Garozzo we współpracy z Enzo Mingoni (Tipografia Editrice Prati, 1967) 323 str.
- The Italian Blue Team Bridge Book, Benito Garozzo i Pietro Forquet we współpracy z Enzo Mingoni (Grosset & Dunlap, 1969) 274 str.
- Gioca con il Blue Team, Pietro Forquet (Mursia, 1971).
- Gioca con il Blue Team. 150 smazzate giocate dal vero (Mursia, 1980) nowe wydanie zaktualizowane i rozszerzone, 490 str.
- Bridge with Blue Team, Pietro Forquet (Gollancz, 1987, ISBN 0-575-06391-2) 384 str.